# Trichothurgus albiceps
Trichothurgus albiceps är en biart som först beskrevs av Heinrich Friese 1908.  Trichothurgus albiceps ingår i släktet Trichothurgus och familjen buksamlarbin. Inga underarter finns listade i Catalogue of Life.